# Phonotimpus pennimani
Espèce
Phonotimpus pennimani est une espèce d'araignées aranéomorphes de la famille des Phrurolithidae.

## Distribution
Cette espèce est endémique du Chiapas au Mexique,. Elle se rencontre vers Cacahoatán.

## Description
Le mâle holotype mesure 2,13 mm et la femelle paratype 2,07 mm.

## Étymologie
Cette espèce est nommée en l'honneur d'Andrew J. Penniman.

## Publication originale
- Chamé-Vázquez, Ibarra-Núñez & Jiménez, 2018 : Redescription of Phonotimpus separatus Gertsch & Davis, 1940 (Araneae: Phrurolithidae) and description of two new species of Phonotimpus from Mexico. Zootaxa, no 4407(2), p. 213-228.